# Pèlerinage de Notre-Dame-des-Anges
Le pèlerinage diocésain de Notre-Dame-des-Anges est un pèlerinage dyonisien qui mène à la chapelle Notre-Dame-des-Anges de Clichy-sous-Bois,.

## Historique

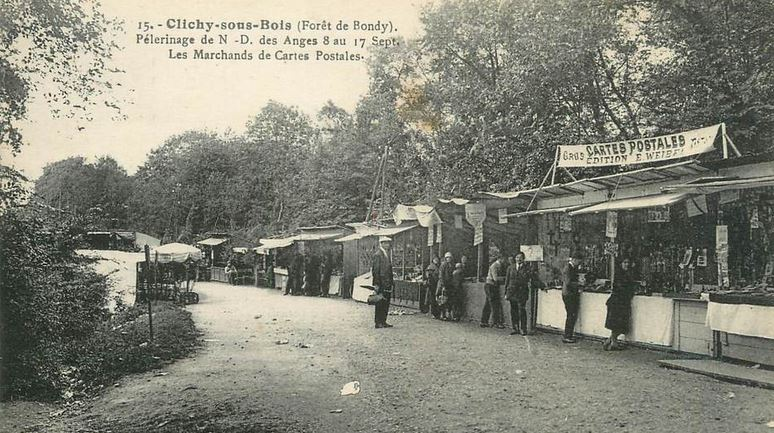
Marchands de cartes postales au pèlerinage de Notre-Dame-des-Anges, vers 1900.

C'est l'un des pèlerinages les plus anciens de France,.
La chapelle aurait été édifiée à la suite d'un miracle qui aurait eu lieu sous le règne de Philippe Auguste, en 1212, 1213 ou 1233, selon les sources. La tradition et la coutume fixent cependant l'évènement en 1212. Au temps où l'immense forêt de Bondy était dangereuse, trois riches marchands d'Anjou se rendant à Paris, y furent attaqués par des voleurs qui les dévalisèrent et les abandonnèrent, attachés à trois arbres, près d'un ruisseau. Condamnés à une mort certaine de faim et de soif, ils furent délivrés par leurs prières à la Sainte-Vierge.
Par gratitude et dévotion, un des marchands fit construire, avant 1260, une chapelle près du ruisseau, auquel la rumeur des fidèles attribua des vertus miraculeuses. Un pèlerinage se créa alors auprès de cette source.
En 1792, la Révolution fit détruire l'église et abattre les trois chênes où avaient été ligotés les marchands. En 1800, trois croix furent érigées à l'emplacement de ces arbres.

## Tracé et organisation

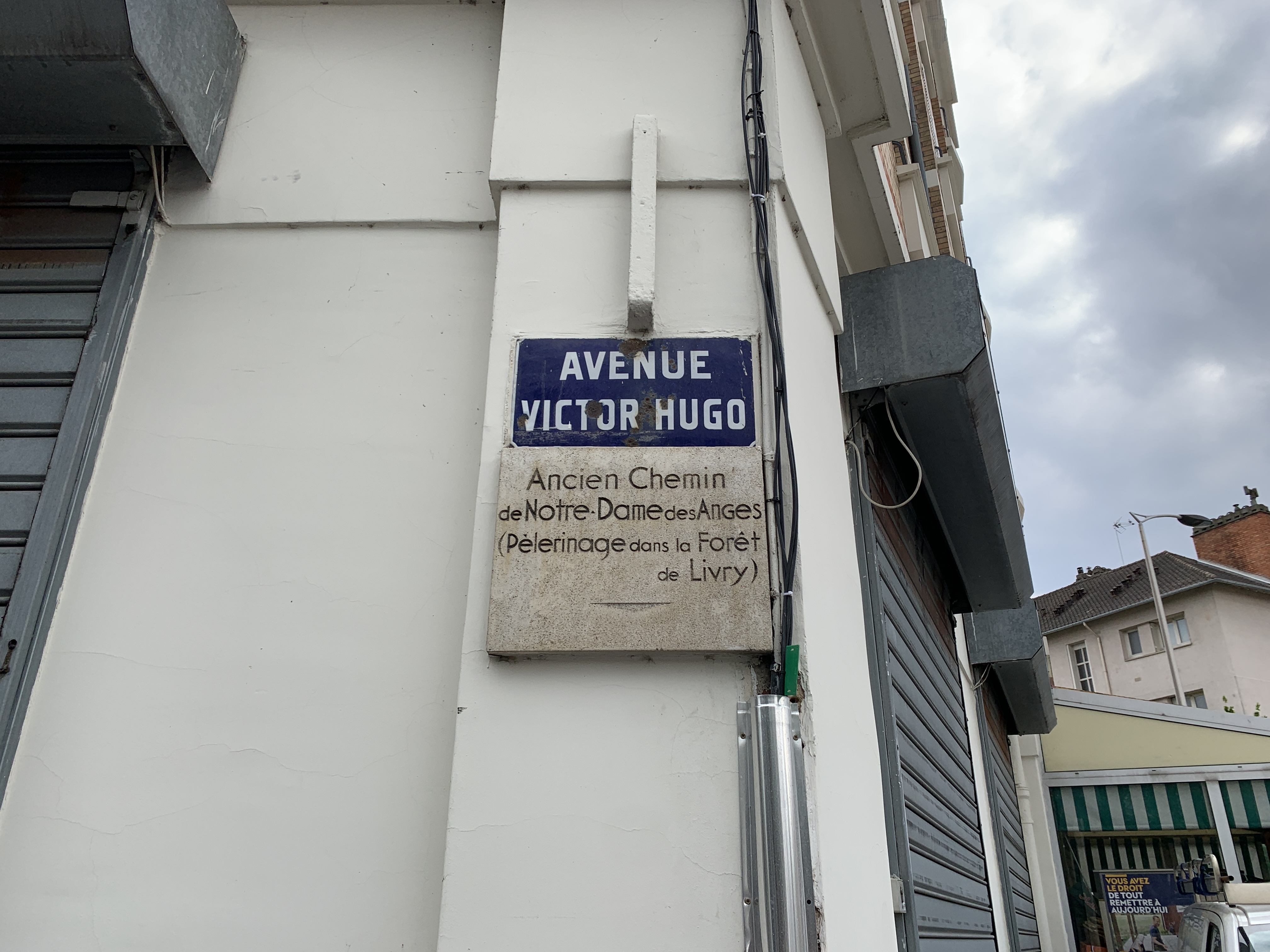
Plaque de l`ancien chemin de Notre-Dame-des-Anges, avenue Victor-Hugo à Noisy-le-Sec.

Le pèlerinage est conduit par l'évêque de Saint-Denis,. Les fidèles convergent de plusieurs points de la Seine-Saint-Denis: églises paroissiales ou bien lieux d'importance, et notamment:
- À Bondy, la maison diocésaine Guy-Deroubaix, avenue Pasteur ;
- À Coubron, l'église Saint-Christophe ;
- À Gagny, l'église Sainte-Thérèse et l'église Saint-Germain ;
- Aux Pavillons-sois-Bois, l'église Saint-Augustin et l'église Notre-Dame-de-Lourdes ;
- Au Raincy, l'église Notre-Dame, par l'allée Notre-Dame-des-Anges ;
- À Montfermeil, le château de Montguichet, avenue des Verveines. À noter, la place Notre-Dame-des-Anges dans cette ville ;
- À Sevran, l'église Sainte-Élisabeth et l'église Saint-Martin ;

En septembre 2012 a été fêté son huitième centenaire, avec près de trois mille pèlerins.

## Références

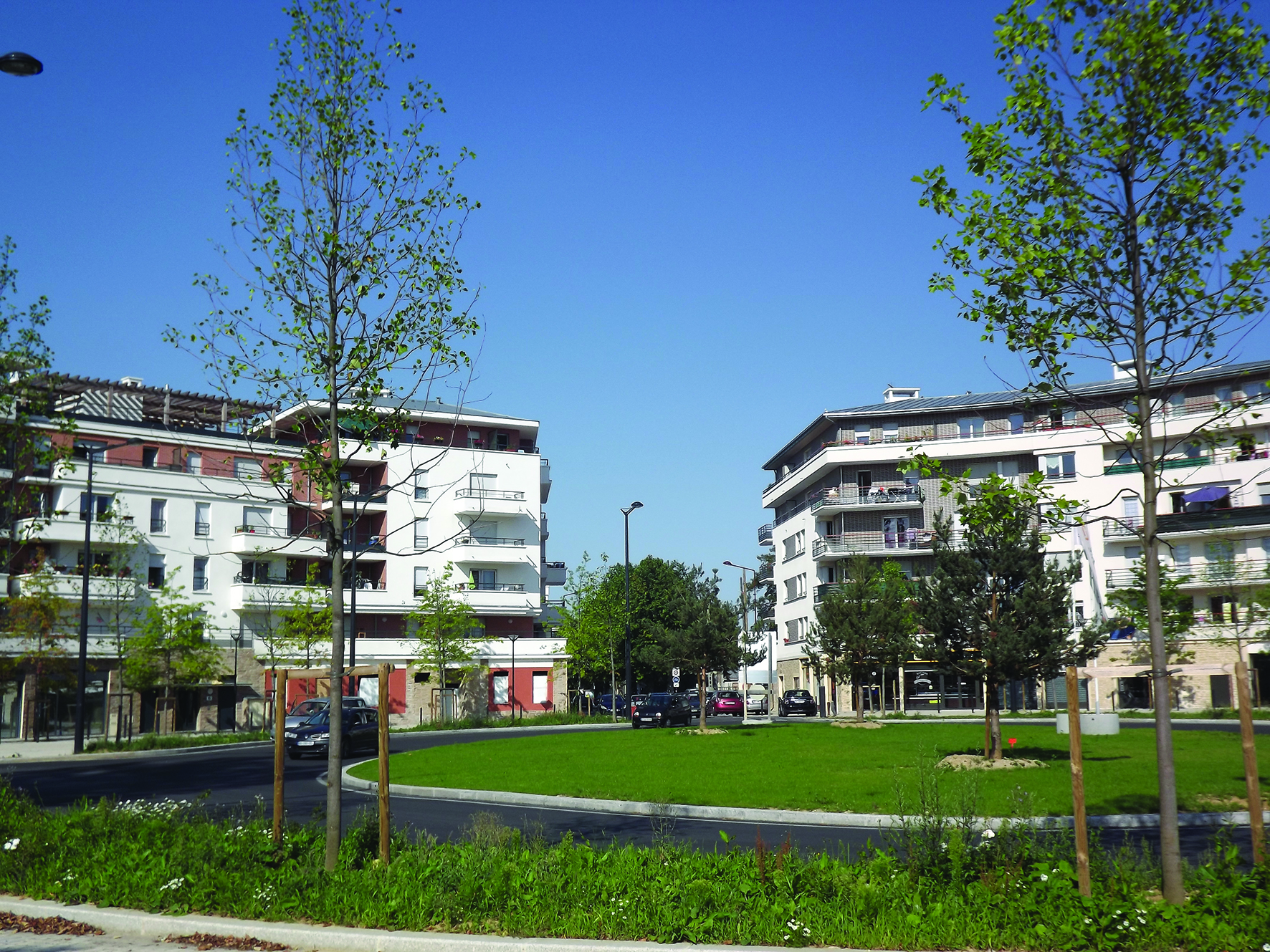
Place Notre-Dame-des-Anges à Montfermeil.